# En quête de sens (film)
Pour les articles homonymes, voir En quête de sens.
En quête de sens (sous-titré Un voyage au-delà de nos croyances) est un documentaire français réalisé par Nathanaël Coste (co-auteur, narrateur, réalisateur, cadreur) et Marc de la Ménardière (co-auteur, narrateur, réalisateur), sorti le 28 janvier 2015 en France.

## Synopsis
Deux amis d'enfance décident de tout quitter pour prendre la route et questionner la marche du monde. Sur leur chemin, ils iront à la rencontre des grands penseurs d'aujourd'hui (philosophes, activistes, scientifiques, sages...) afin de comprendre ce qui conduit aux crises actuelles. A travers leur voyage de 6 mois sur différents continents, les deux amis partagent leur remise en question et donnent des pistes de réflexion pour la construction du monde de demain.

### Thèmes abordés par le film
- Le progrès et le modernisme : inventer de nouveaux modes de vie qui préservent les héritages de la tradition et accueillent les acquis de la modernité.
- La connaissance de soi : avant de vouloir réformer le monde, il faut commencer par se connaître et se réformer soi-même. Interroger ses croyances pour mener à bien une transformation sociétale.
- Le lien à la nature : considérer la planète Terre comme une source de vie plutôt qu’une ressource pour l’Homme.
- Le pouvoir de la société civile : les mouvements collaboratifs et associatifs comme levier assez puissant pour contrebalancer le pouvoir en place.

### Bonus du film
- Ego Not Bad[3] – un court métrage de 26 minutes réalisé par Antoine Meyer, Nathanaël Coste et Marc de la Ménardière, centré sur leur rencontre avec le réalisateur et écrivain Arnaud Desjardins. Son témoignage est entouré d’autres d’interviews qui n’avaient pas trouvé place dans le film En Quête de Sens.
- Différents extraits d’interviews des intervenants n’apparaissant pas dans le film ont été montés en capsules vidéo disponibles sur la chaîne Youtube En Quête de Sens[4].

## Fiche technique
- Réalisation : Nathanaël Coste et Marc de La Ménardière
- N° de visa :141374
- Distributeur : Kamea Meah Films
- Langue : français, avec des sous-titres dans plusieurs langues
- Format : couleur
- Genre : documentaire
- Durée : 1 heure 27 minutes
- Lieux de tournage : France, États-Unis, Mexique, Guatemala, Inde, Italie, Angleterre
- Date de sortie : 
  -  France - 28 janvier 2015
- Nombre d’entrées : 170 000[réf. souhaitée]

## Distribution
Narrateurs :
- Nathanaël Coste
- Marc de La Ménardière

Intervenants :
- Hervé Kempf, journaliste et écrivain français
- Frédéric Lenoir, philosophe, sociologue, historien des religions, écrivain français
- Pierre Rabhi, essayiste, agriculteur biologiste, romancier et poète français, fondateur du mouvement Colibris
- Vandana Shiva, écologiste, écrivain et féministe indienne
- Trinh Xuan Thuan, astrophysicien vietnamo-américain,
- Bruce Lipton, professeur en biologie moléculaire, chercheur, auteur
- Satish Kumar, écrivain, rédacteur en chef du magazine Resurgence & Ecologist, directeur du programme du Schumacher College en Angleterre
- Anand Joshi, directeur d’un centre pour veuves en Inde
- Surender Singh, enseignant de yoga indien
- Jose Luis Tenoch, guérisseur de tradition Aztèque
- Marzo Quetzal, gardien des traditions du peuple Lacandon au Mexique
- Chaty Secaira, fondatrice d’un centre de méditation au Guatemala
- Cassandra Vieten, docteur en psychologie clinique américaine, directrice de l’Institut de sciences noétiques basé en Californie
- Jules Dervaes, paysan à Passadena
- Marianne Sébastien, Fondatrice de Voix Libres International, thérapeute par le chant
- Hitoma Safiama, porte-parole des peuples indigènes

## Production
Produit de façon indépendante, par l’association Kamea Meah Films.
Le 21 octobre 2013, le film fait l’objet d’une opération de crowdfunding sur le site Touscoprod  afin d’en terminer la production, et notamment le montage, l’étalonnage, le DVD, etc. Deux mois plus tard, le 21 décembre 2013, 963 internautes rassemblent 38 988 euros soit 317% du montant demandé (12 300 euros).

## Accueil
Par ailleurs, le film sera lancé officiellement à l’international courant 2017.
Depuis avril 2019, le film est diffusé en libre accès sur don libre sur la plateforme vidéo Imago TV.

## Distinctions
- ECOCUP Green Documentary Film Festival 2017 - Best Film (Russie)[7]
- Festival international du film environnemental de Conakry – Grand Prix (Guinée Conakry)
- Brasilia International Film Festival 2016 - Best Documentary (Brésil)
- International Film Festival 2016 for Spirituality, Religion, Visionary - International Award of Excellence (Indonésie)[8]
- Ischia Film Festival 2016 - Best Documentary (Italie)
- Deauville Green Awards 2016 - Palme d'or (France)[9]
- Colorado Environmental Film Festival 2016 - Best feature film (USA)[10]
- Honolulu Film Festival 2016 - Silver Lei Award (USA)
- Jakarta International Film Festival 2016 for Environment, Health, Culture - International Award of Excellence (Indonésie)
- Terra Festival 2015 - Best Film (Guadeloupe)
- Spotlight Documentary Film Awards 2015 - Gold Award[11]
- Impact Docs Awards 2015 - Award of Excellence[12]
- Ramdam festival 2015 - Meilleur Documentaire (France)[13]
- Tassie Eco Film Fest 2015 - Honorable Mention (Tasmanie)
- Festival Curieux Voyageurs 2015 - Grand Prix (Saint-Étienne - France)[14]